# 宝満山
宝満山（ほうまんざん）（標高829.6m）は福岡県筑紫野市と太宰府市にまたがる山であり、別名を御笠山（みかさやま）、竈門山（かまどやま）とも言う。

## 概要
かつての筑前国御笠郡の中央にあたり、福岡市の南東、太宰府市の北東部、筑紫野市の北東部に位置する。古くから霊峰として崇められ、山頂の巨岩上に竈門神社の上宮があり、全山花崗岩で、英彦山、脊振山と並ぶ修験道の霊峰である。
また、中世高橋氏の本拠である宝満山城（宝満城）が築かれた。
山頂の眺望は抜群で、西から脊振山地の山々、博多湾・玄界灘・三郡連山（砥石山・三郡山・頭巾山・仏頂山・宝満山）・英彦山・古処山・馬見山・津江山地・九重山の山々・福岡・筑後・佐賀の三平野・有明海の彼方に雲仙岳も遠望でき、稜線沿いに仏頂山・三郡山へと至る道は人気の高いハイキングコースである。数多くの登山道があるが、太宰府側からのものが登山者が多い。
古くから大宰府と密接に関わった歴史があり、古代から近世の遺構が多く残っており、最盛期には370の修験道の坊があったと言われている。日本の山岳信仰のあり方を考える上で重要な山として、2013年10月17日付で文化財保護法に基づく史跡に指定された。

## 登山コース
- 正面ルート - 竈門神社の下宮→100段ガンギ→中宮跡（少し奥に行くと梵字が刻まれている岩 = 当時のご神体がある）→杖捨て→竈門神社・上宮
- 仏頂山ルート -  仏頂山から縦走するコース

また登山コースには法城窟という宝満山最大の窟があり、中には小さな不動明王が祭られていて、窟は通り抜けができる。峰入り古道で経由するスポットでもある。

## 山名の由来

### 御笠山
最も古い名称で、筑紫野市の二日市方面から望むと「笠」の形に見えることから（古来「笠」は神の憑代（よりしろ）と考えられ山全体が御神体として信仰されていた）麓には、日本書紀にも記される三笠の森の史跡がある。

### 竈門山
この山の九合目にある竈門岩によるという説と、貝原益軒の「筑前国続風土記」には「この山は国の中央にありていと高く、造化神秀のあつまれる所にして、神霊のとどまります地なれはにや、筑紫の国の惣鎮守と称す。」と書かれてあり、カマドのような形をしていて、常に雲霧が絶えず、それがちょうどカマドで煮炊きをして煙が立ち上っているように見えることからという説がある。

### 宝満山
- 神仏習合によってこの山に鎮座する神が「宝満大菩薩」とされたことから。
- 大宰府政庁の鬼門（北東）の方位にあたり鬼門封じの役目といわれている。京都御所における比叡山と同じ、伝教大師最澄も宝満山で祈祷をしたといわれている。
- 太宰府天満宮の手水舎は宝満山から運び出した岩で造られたもの。

## 宝満山を水源とする河川
- 御笠川 ― 博多湾
- 宇美川 ― 多々良川に合流 ― 博多湾
- 宝満川 ― 筑後川に合流 ― 有明海

## カエルの行進
宝満山では、5月に大勢のヒキガエルの幼体が一斉に頂上に向かって移動することで知られている。以前から春の目撃情報は寄せられていたが、2016年5月に最初の上陸が確認されて以降、毎年有志による観察が行われている。また、2020年10月にはこの山のヒキガエルが太宰府市の市民遺産に認定されている。
なぜヒキガエルがこのような行動をとるのかは不明だが、「カエルを踏んでしまった登山者の足についた匂いをたどったのではないか」と推測されている。

## ギャラリー

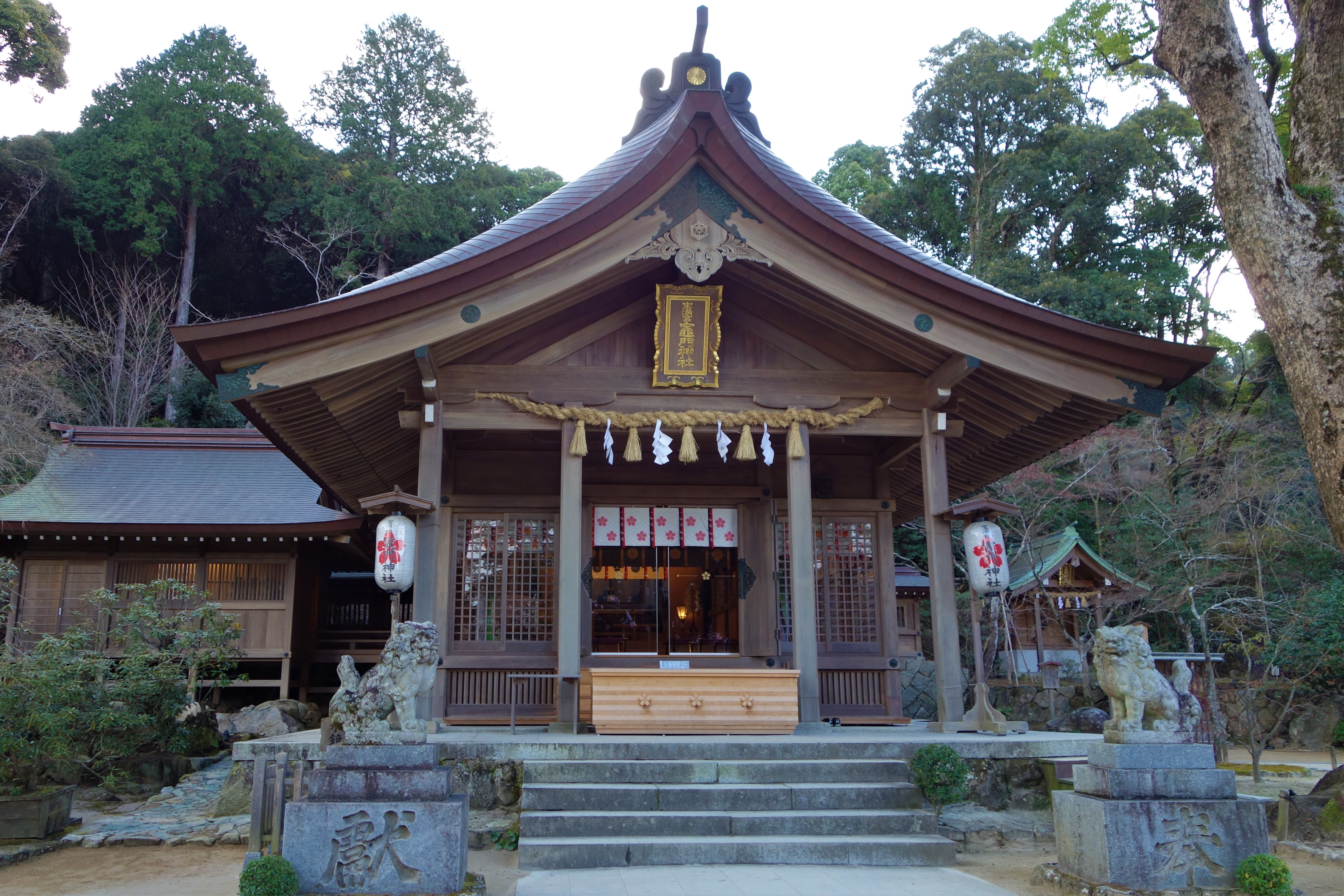
竈門神社（下宮）
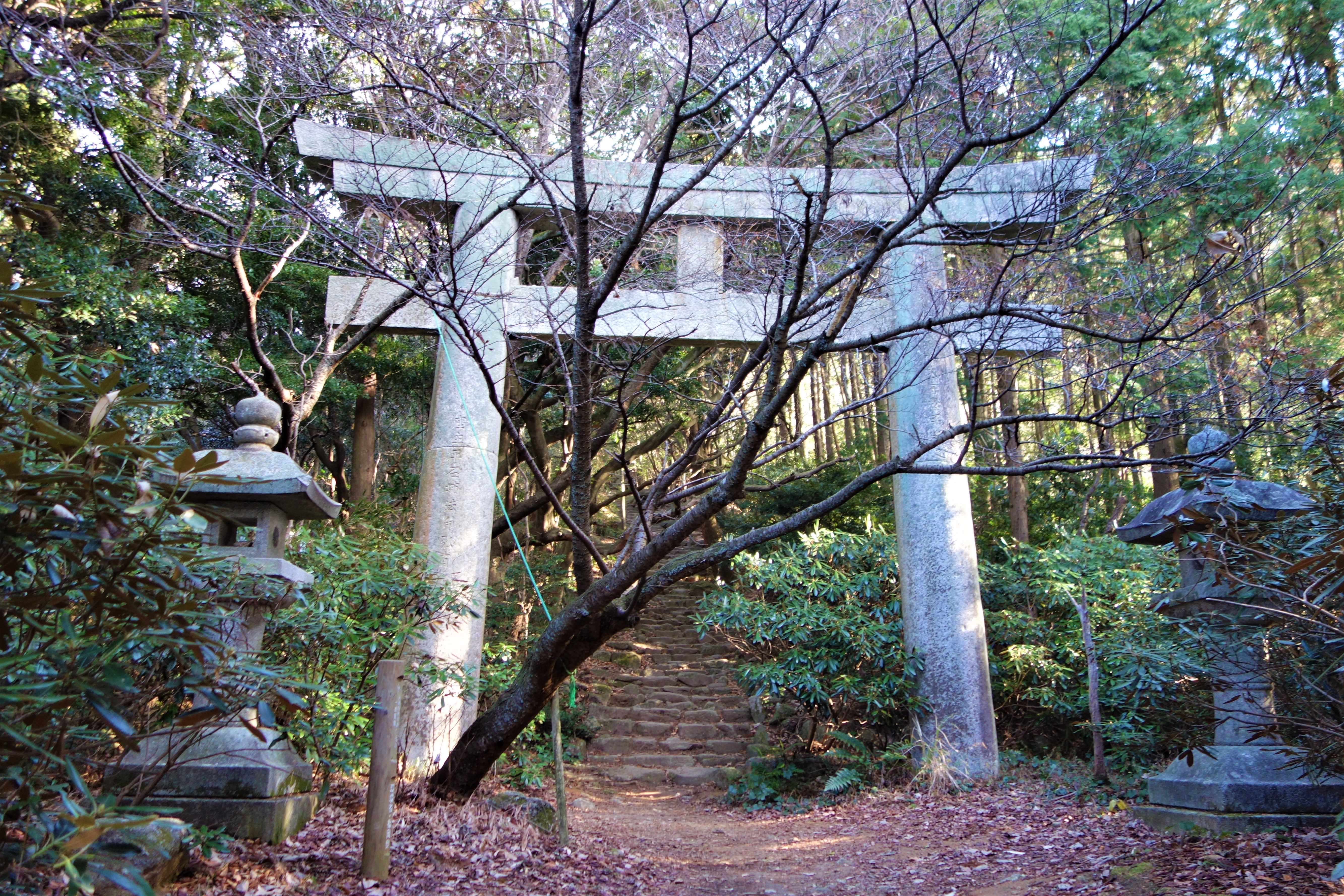
一の鳥居
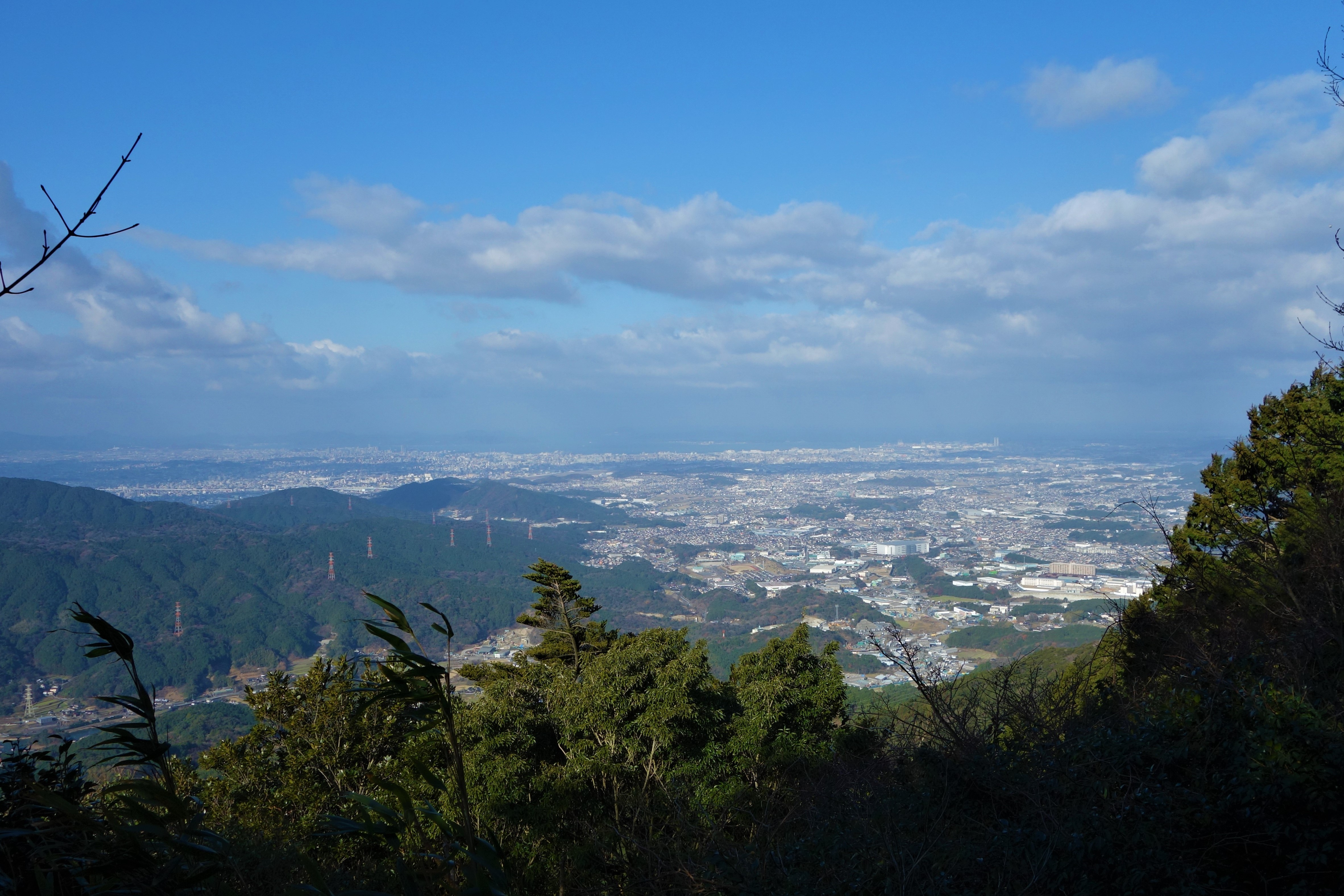
宝満山正面登山道からの大野城址と福岡市内
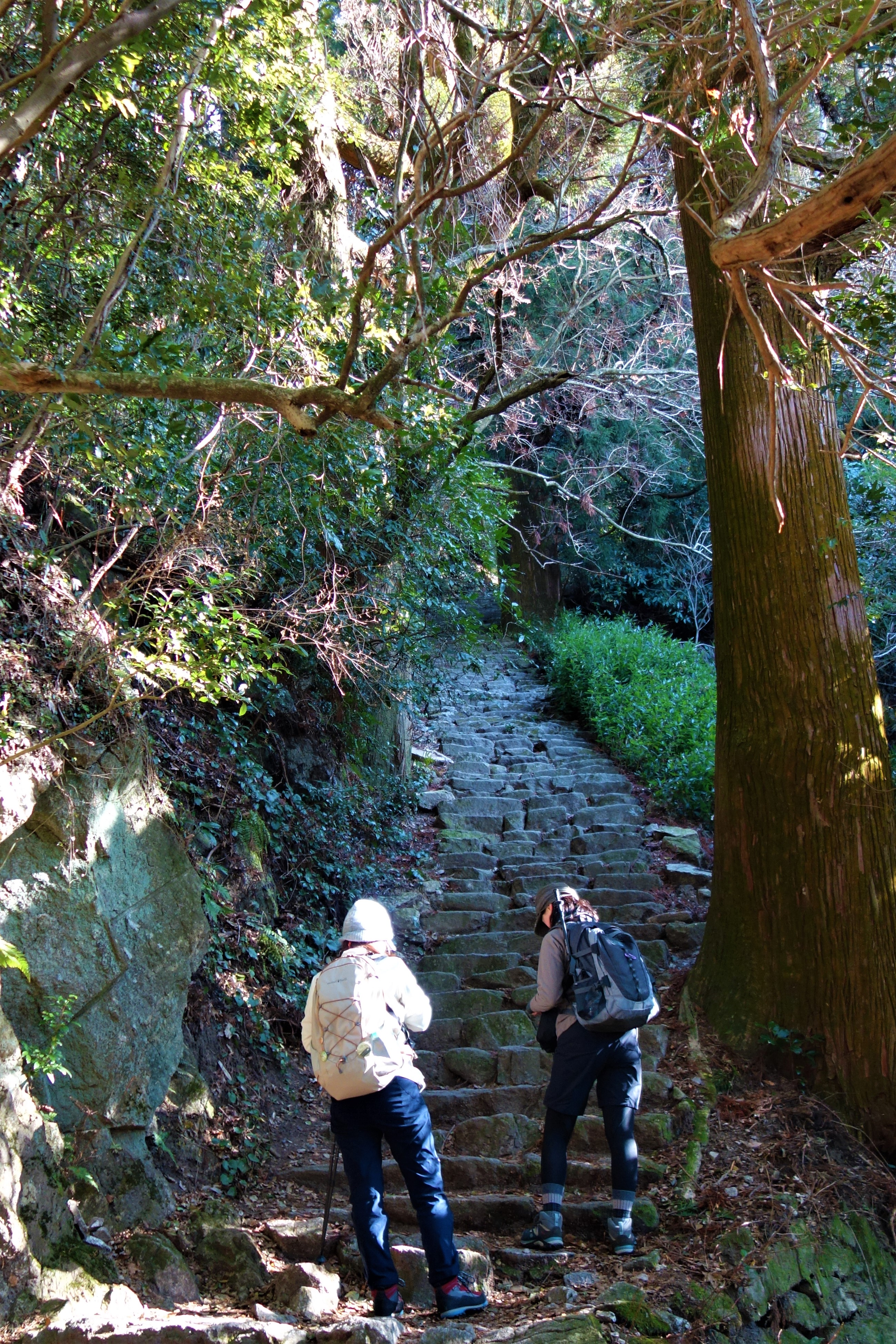
百段ガンギ
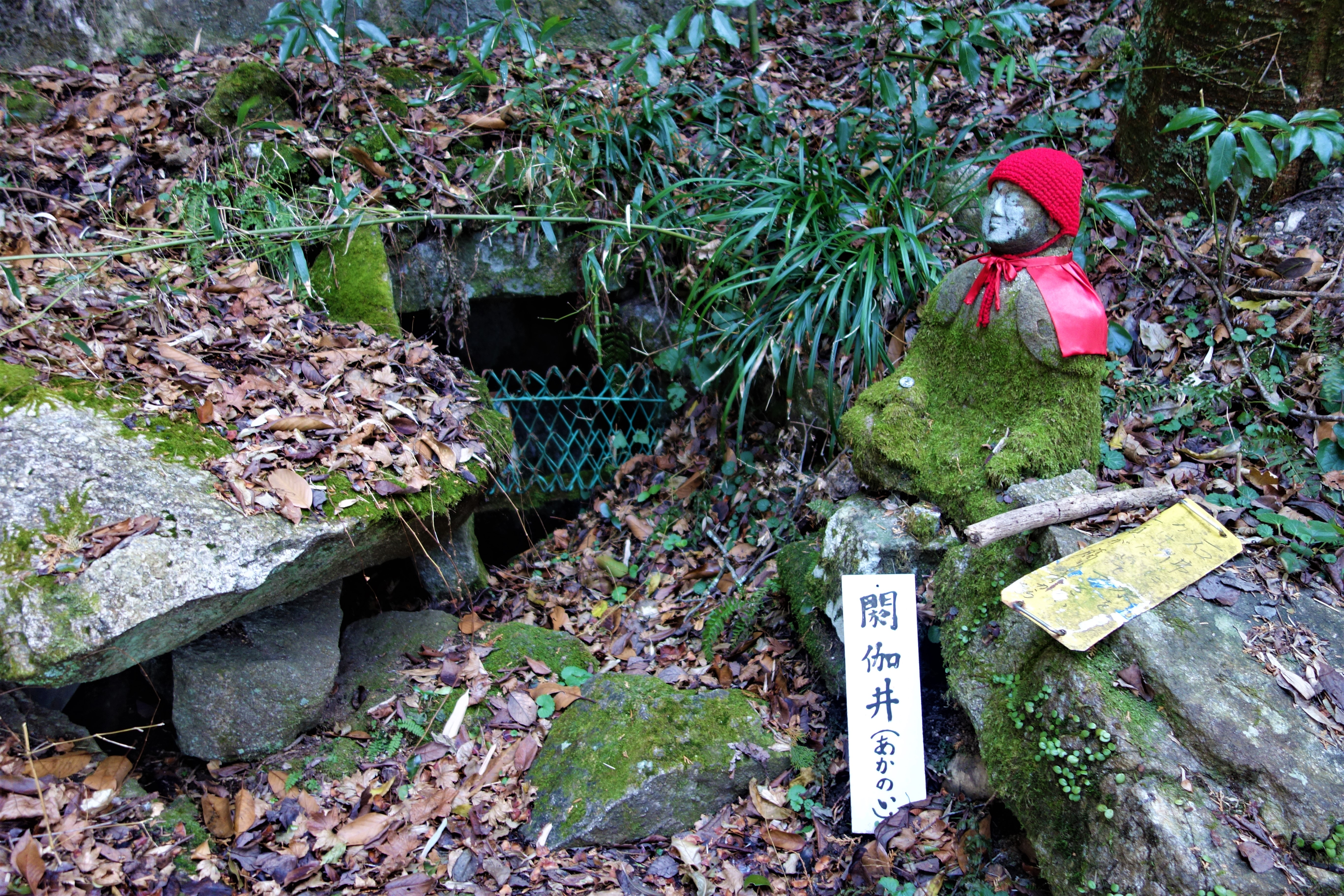
閼伽の井
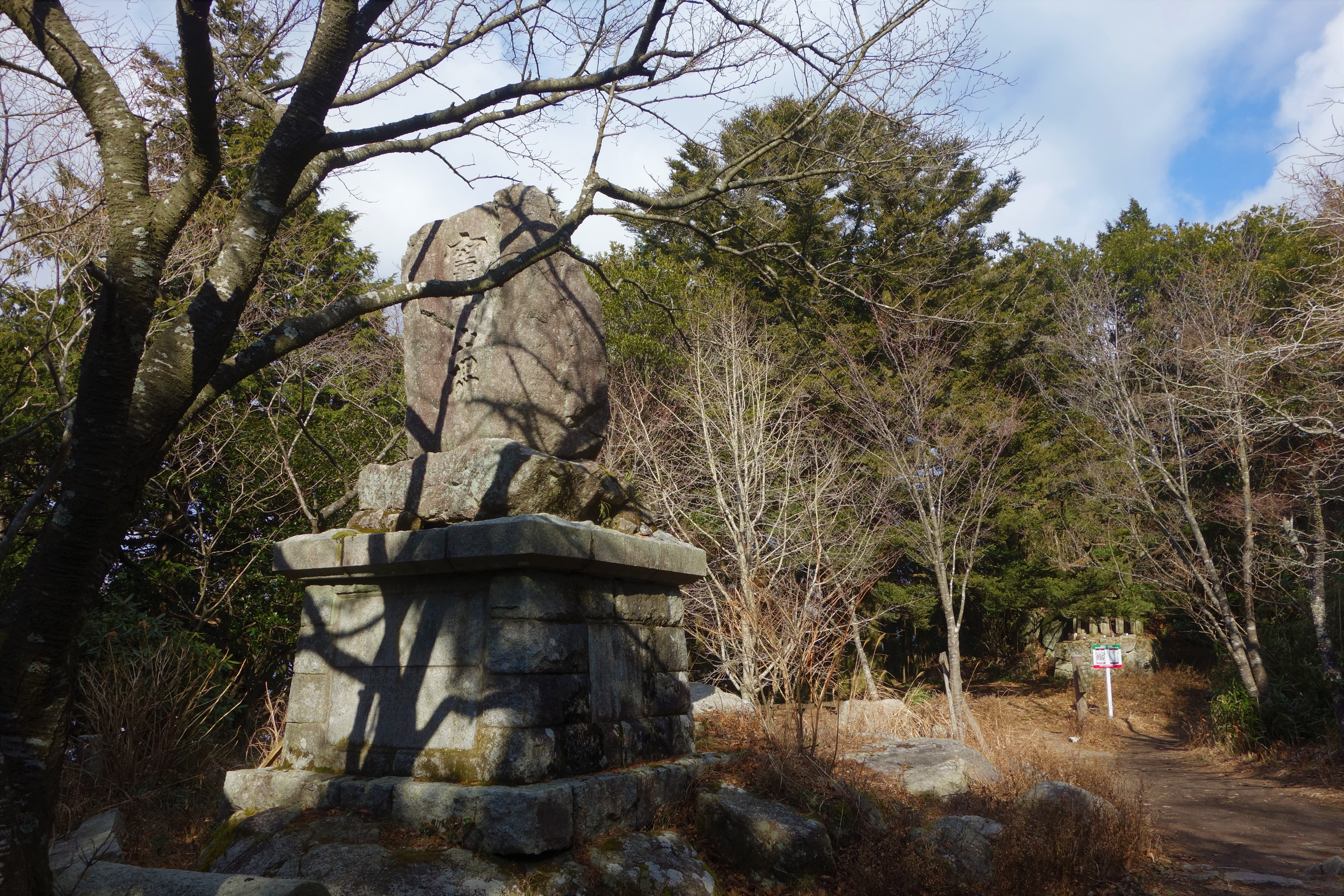
宝満山の中宮跡
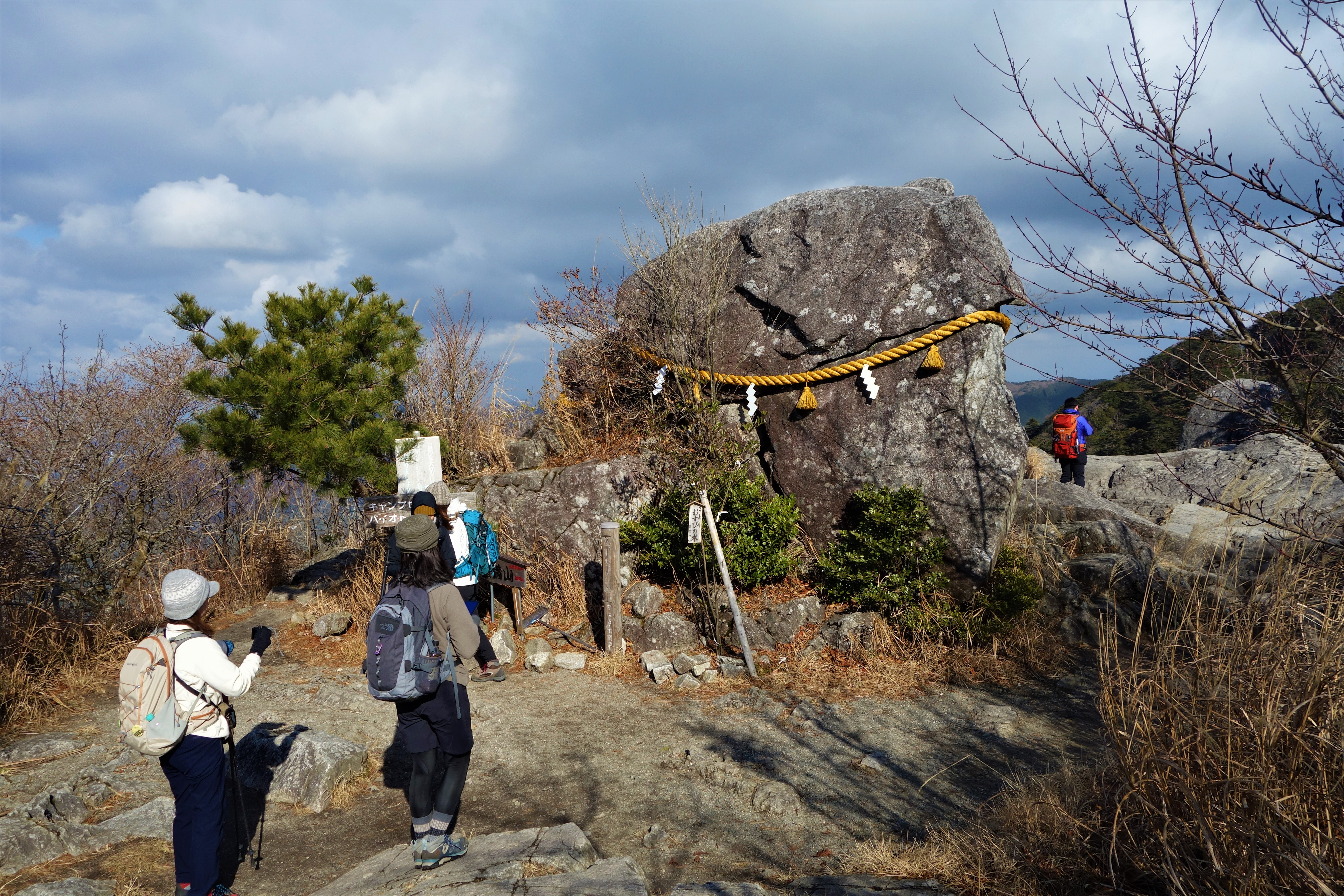
宝満山山頂の拝礼岩
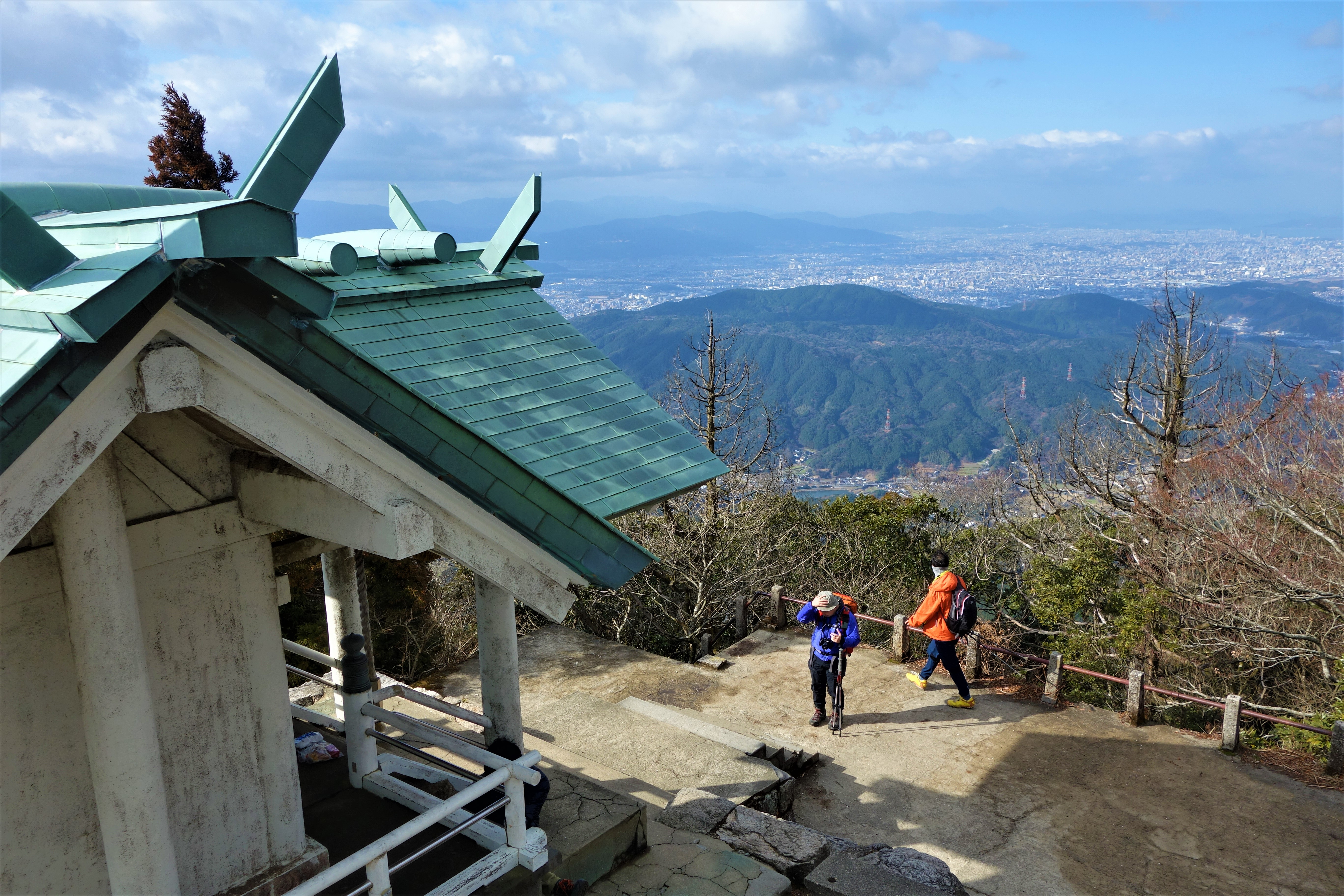
宝満山山頂の竈門神社上宮
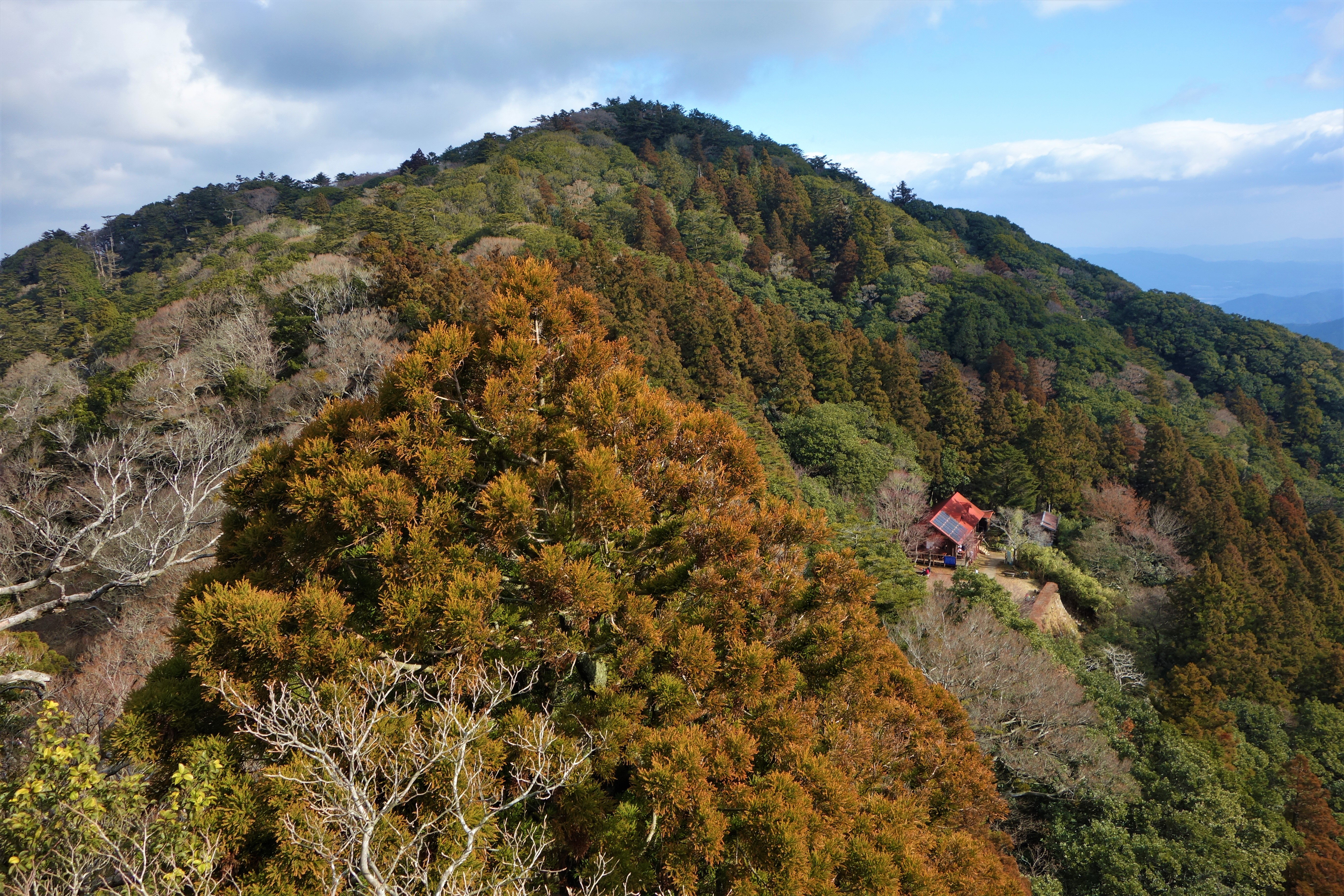
宝満山からの仏頂山と楞伽院山荘
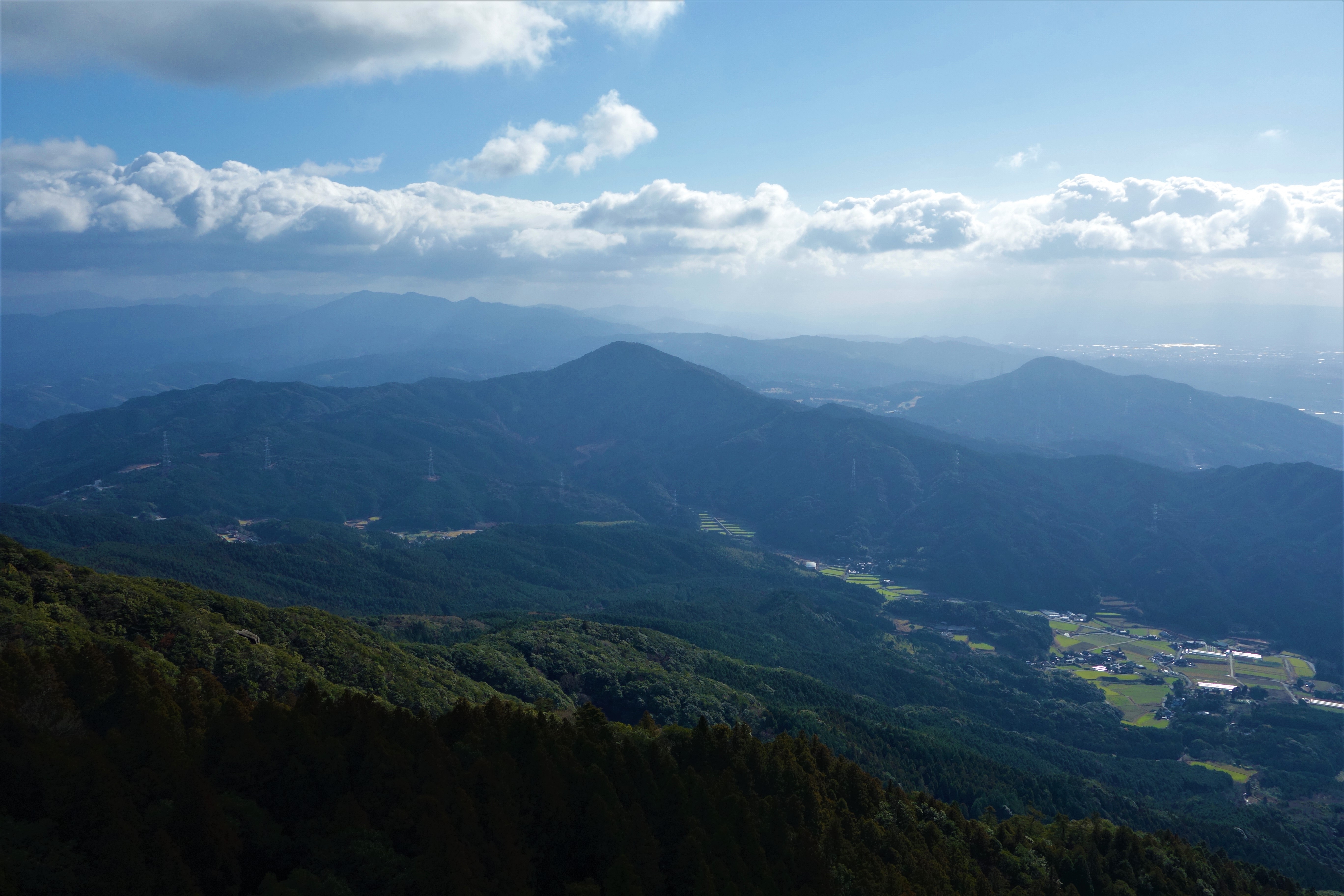
宝満山からの英彦山（左最奥）と古処山（左奥）